# 505 Cava
505 Cava је астероид главног астероидног појаса. Приближан пречник астероида је 115 km,
а средња удаљеност астероида од Сунца износи 2,685 астрономских јединица (АЈ).
Инклинација (нагиб) орбите у односу на раван еклиптике је 9,839 степени, а орбитални период износи 1607,056 дана (4,399 године). Ексцентрицитет орбите астероида износи 0,244.
Апсолутна магнитуда астероида износи 8,61 а геометријски албедо 0,040.
Астероид је откривен 21. августа 1902. године, а открио га је Ројал Харвуд Фрост.